# M94 (astronomia)
M 94 (conosciuto anche come NGC 4736) è una galassia a spirale visibile nella costellazione dei Cani da Caccia; fu scoperta da Pierre Méchain nel 1781 e catalogata da Charles Messier due giorni dopo.

## Osservazione

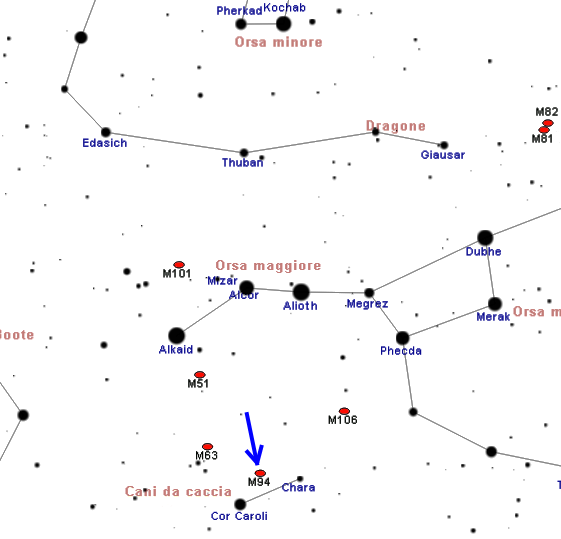
Mappa per individuare M94.

M94 è facile da individuare: si trova infatti a 3° in direzione NNW rispetto alla stella Cor Caroli e se la notte è limpida e buia può essere osservata anche con un semplice binocolo; l'alone inizia a mostrarsi anche in un binocolo molto potente o in un piccolo telescopio amatoriale. Con strumenti da 140-150 mm di apertura si presenta di forma quasi circolare e coi bordi molto sfumati, al punto che ricorda un ammasso globulare come aspetto; anche ad ingrandimenti maggiori la vista rimane molto simile, con un alone molto esteso con tracce di macchie scure e che aumenta progressivamente in luminosità verso il centro, i cui bordi sono sfumati. Non si osserva alcuna traccia di spirali.
La sua declinazione è settentrionale: infatti questa galassia si presenta circumpolare da una parte dell'emisfero boreale, come l'Europa centro-settentrionale e parte del Nordamerica; dall'emisfero australe invece è possibile osservarla fino alle latitudini temperate medie, corrispondenti alla massima parte delle regioni abitate. Il periodo migliore per la sua osservazione nel cielo serale è quello compreso fra gennaio e agosto.

## Storia delle osservazioni
Charles Messier descrive M94 come una nebulosa priva di stelle, ben visibile a nord di Cor Caroli e con un centro molto brillante e diffuso, paragonandola poi all'ammasso globulare M79 nella Lepre; riferisce inoltre che la scoperta avvenne ad opera di Pierre Méchain nel marzo del 1781. Sia William Herschel che Lord Rosse la descrivono come una macchia tondeggiante e dai contorni sfumati, addirittura, nel caso di Lord Rosse, circondata da una struttura vagamente anulare, ipotizzandone la natura a spirale.

## Caratteristiche

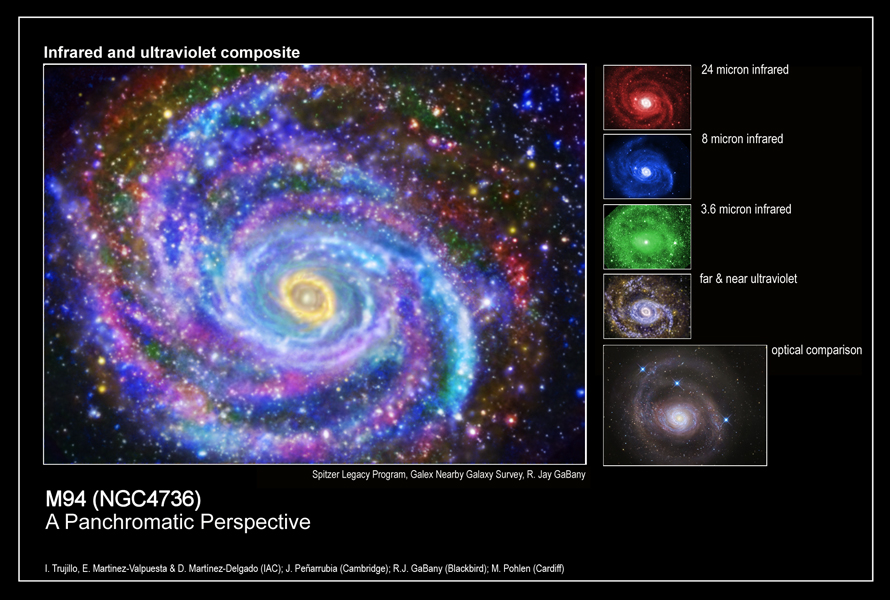
M94 (infrarosso e ultravioletto)

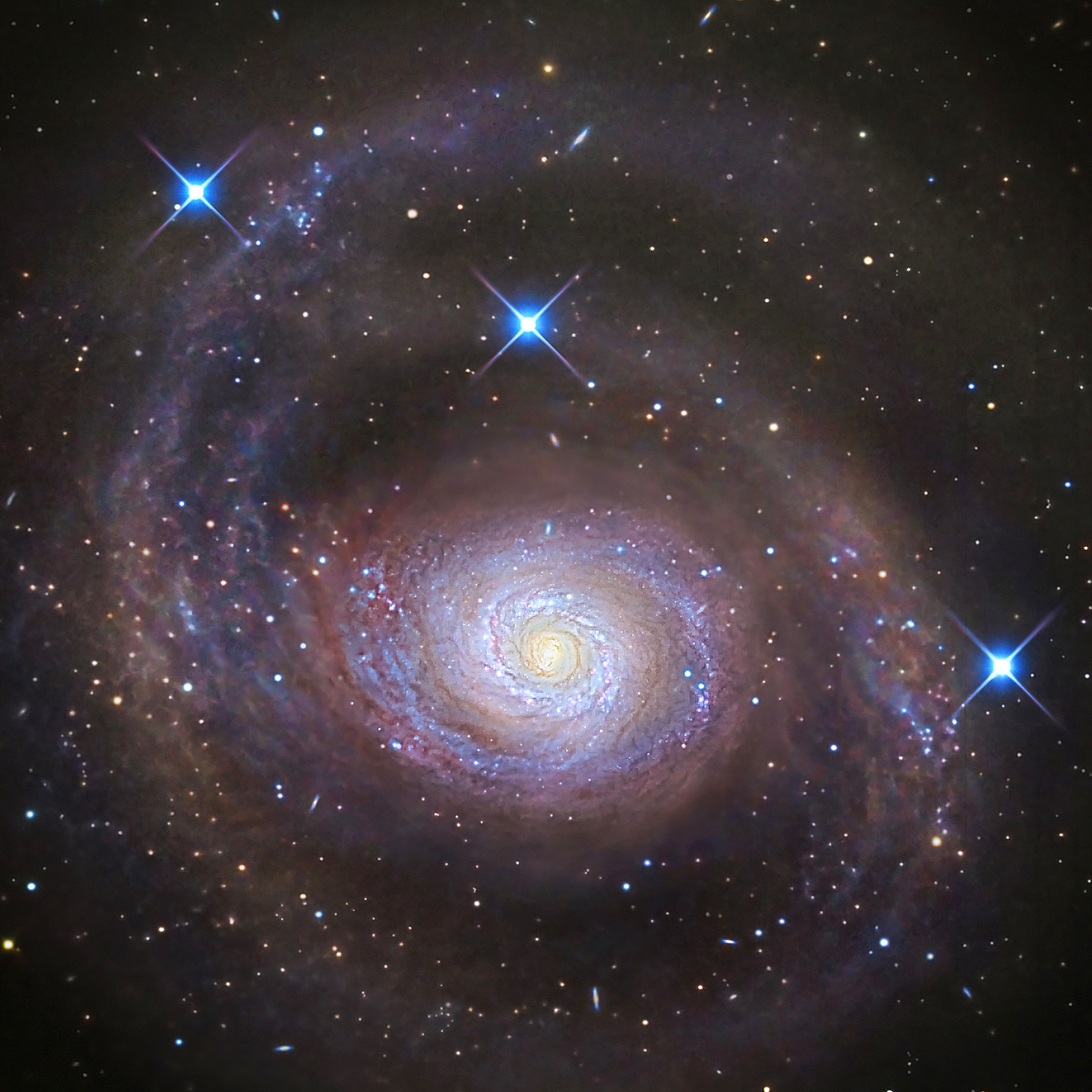
M94

Dalle osservazioni si può notare un anello di attive regioni di formazione stellare, marcate dalle giovani stelle azzurre nelle immagini a colori, che la dividono bruscamente dal molto meno brillante anello esterno, il quale è formato da una popolazione stellare giallastra molto più vecchia; nelle aree periferiche, tuttavia, queste regioni terminano nuovamente in un altro anello di moderata attività di formazione stellare, così M94 appare come una delle relativamente rare galassie in cui possono essere osservate due "onde" di formazione stellare. Nelle lunghissime esposizioni diviene visibile un ulteriore debolissimo anello. La galassia è classificata come spirale semplice (Sab) ed è vista quasi perfettamente di faccia; la sua distanza non è ben nota, dato che esistono valori compresi fra i 14 e i 30 milioni di anni luce. Le ultime stime forniscono un valore di 16 milioni di anni luce. M94 si allontana da noi alla velocità di 370 km/s.
Uno studio condotto nel 2008 afferma che all'interno di questa galassia non è presente materia oscura, o al più in minime quantità; questo studio ha analizzato la curva di rotazione delle stelle della galassia e la densità dell'idrogeno, mostrando che il gas illuminato corrisponde alla quasi totalità del gas presente nella galassia. Questo esito è piuttosto insolito e controverso e lascia aperte delle questioni, come ad esempio il modo in cui una galassia può formarsi senza un alone di materia oscura o come possa eventualmente perderla. Altre spiegazioni per le curve di rotazione non riescono a chiarire a fondo questa problematica.

## Gruppo di M94
M94 è una delle galassie più luminose del Gruppo di M94, un gruppo di galassie che contiene un numero di galassie compreso probabilmente fra 16 e 24; si tratta di uno dei tanti gruppi posti nelle vicinanze del Superammasso della Vergine. Sebbene un gran numero di galassie possa essere associato a M94, solo poche di queste sembrano essere gravitazionalmente legate fra di loro; molte delle altre galassie vicine sembrano muoversi in maniera autonoma.

### Libri
- (EN) Stephen James O'Meara, Deep Sky Companions: The Messier Objects, Cambridge University Press, 1998, ISBN 0-521-55332-6.

### Carte celesti
- Toshimi Taki, Taki's 8.5 Magnitude Star Atlas, su geocities.jp, 2005. URL consultato il 7 novembre 2010 (archiviato dall'url originale il 5 novembre 2018). - Atlante celeste liberamente scaricabile in formato PDF.
- Tirion, Rappaport, Lovi, Uranometria 2000.0 - Volume I - The Northern Hemisphere to -6°, Richmond, Virginia, USA, Willmann-Bell, inc., 1987, ISBN 0-943396-14-X.
- Tirion, Sinnott, Sky Atlas 2000.0 - Second Edition, Cambridge, USA, Cambridge University Press, 1998, ISBN 0-933346-90-5.
- Tirion, The Cambridge Star Atlas 2000.0, 3ª ed., Cambridge, USA, Cambridge University Press, 2001, ISBN 0-521-80084-6.